# Bulbophyllum porphyrostachys
Bulbophyllum porphyrostachys är en orkidéart som beskrevs av Victor Samuel Summerhayes. Bulbophyllum porphyrostachys ingår i släktet Bulbophyllum och familjen orkidéer. IUCN kategoriserar arten globalt som nära hotad. Inga underarter finns listade i Catalogue of Life.